# El hombre en el castillo
El hombre en el castillo (The Man in the High Castle) es una novela ucrónica de Philip K. Dick publicada en 1962. La novela transcurre en los Estados Unidos, quince años después de que las fuerzas del Eje (Alemania, Italia, Japón y sus aliados) hayan derrotado a los aliados en la Segunda Guerra Mundial. En este mundo alternativo, el antiguo territorio de los Estados Unidos ha sido dividido en tres partes, ocupando su costa este fuerzas alemanas y la costa oeste fuerzas japonesas, ubicándose en medio una franja de estados autónomos.
Si bien no es la primera obra que trata una versión alternativa de la historia, esta novela prácticamente definió este género de literatura. Ganó el premio Hugo a la mejor novela de 1963 y ayudó a Dick a convertirse en uno de los más conocidos escritores de ciencia ficción de su tiempo. Entre sus novelas, es una de las más centradas en los personajes, y prácticamente no trata temas clásicos de la ciencia ficción que inundan sus otras novelas.

## Sinopsis
La novela relata la historia de diversas personas que en 1962 viven en unos Estados Unidos controlados por la Alemania nazi y el Imperio del Japón después de que estas potencias ganaran la Segunda Guerra Mundial y se repartieran el mundo entre todas ellas, sobreviviendo pocos países a sus ambiciones imperialistas.

### Mundo alternativo

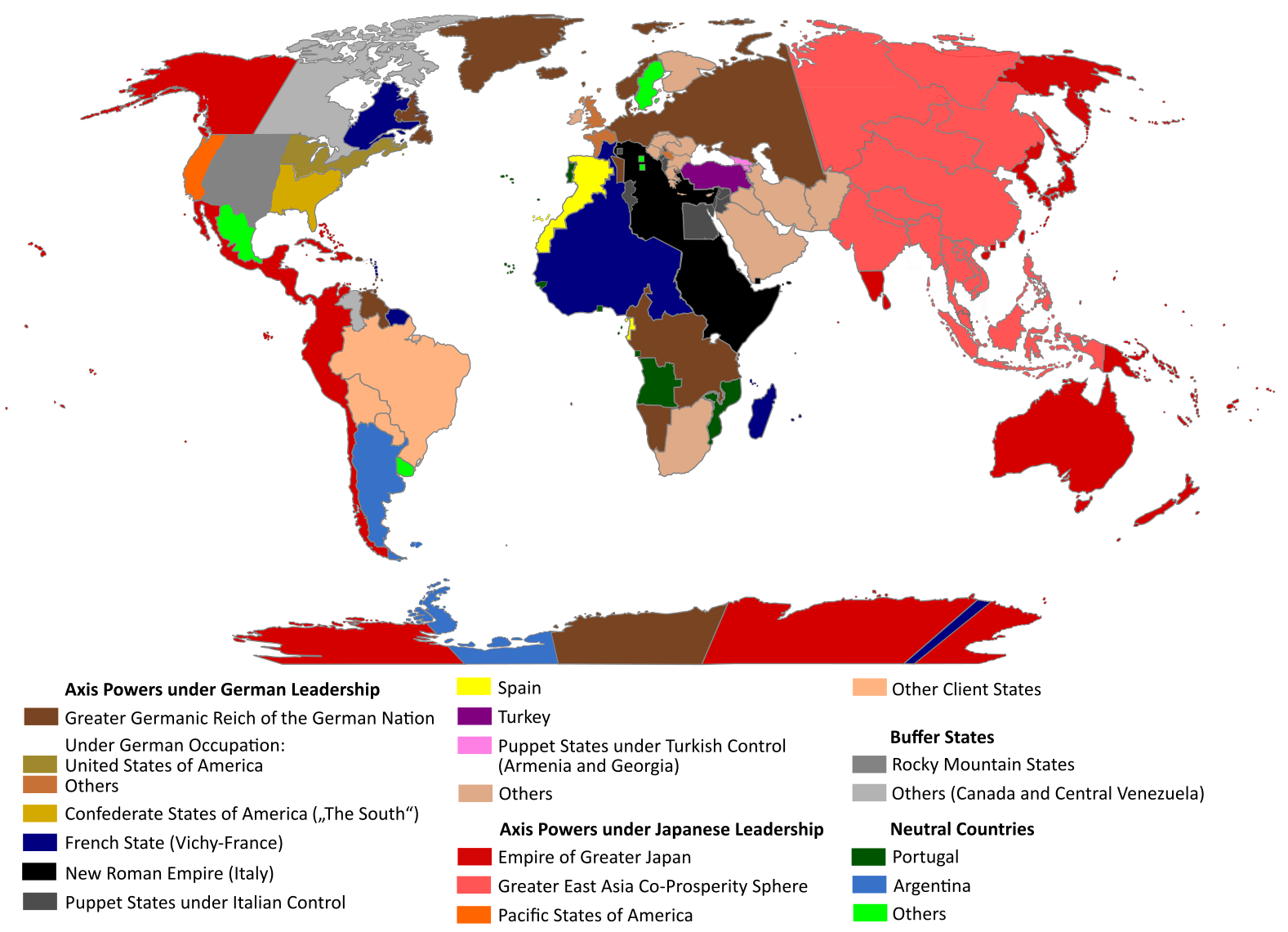
Mapamundi político aproximado en el año 1962, en el cual transcurre la novela.

En 1933, el presidente estadounidense Franklin D. Roosevelt fue asesinado y el país no se recobró de la Gran Depresión, instaurando una política aislacionista durante la Segunda Guerra Mundial (1939 - 1947). Sin la intervención de los Estados Unidos, la Alemania nazi y Japón ganaron la contienda y se dividieron el mundo.
En 1947, los Estados Unidos están territorialmente divididos: la costa oeste (estados del Pacífico) está bajo el dominio japonés, la costa este (Estados Unidos) permanece ocupada por los alemanes y los estados centrales (estados de las Montañas Rocosas) aparentemente han logrado mantenerse autónomos, pero están divididos en dos áreas de influencia, una japonesa y otra alemana.
Adolf Hitler quedó incapacitado por sífilis cerebral al final de la guerra, por lo que el canciller del NSDAP, Martin Bormann, ha asumido el liderazgo de Alemania. Los nazis han creado su propio imperio colonial, causando genocidios masivos de judíos y negros, devastando África y desecando el Mediterráneo para convertirlo en tierras de cultivo. También se han lanzado a la exploración del espacio y han desarrollado tecnologías tales como el dominio del plástico, la producción masiva de automóviles, la televisión, la bomba atómica y la bomba de hidrógeno.
Japón, por su parte, se ha lanzado a la conquista de Asia y Sudamérica, con resultados dispares, y solo ha logrado la ocupación de parte de China y Rusia, aunque si logrando conquistar varios de los demás países de dicho continente, como la India, Tailandia, Australia o Nueva Zelanda. Hacia el momento en el que transcurre la narración, Japón y Alemania se encuentran enfrentados en una guerra fría, marcada por la superioridad tecnológica alemana sobre su rival, que se estima de diez años.
Durante la novela, Martin Bormann muere y los otros jerarcas nazis, como Joseph Goebbels y Reinhard Heydrich, compiten para convertirse en el nuevo canciller del Reich. Al mismo tiempo, existe un complot para realizar un ataque por sorpresa con armas nucleares sobre Japón, que permita a Alemania ocupar sus posesiones imperiales.

### Líneas argumentales
El hombre en el castillo no tiene una única línea argumental, sino que oscila entre varias líneas argumentales interconectadas.
- Un espía de la Abwehr que se hace llamar Baynes viaja a San Francisco con la identidad falsa de un viajante sueco. Aparentemente se reunirá con el señor Nobusuke Tagomi, titular de la Misión Comercial del Gobierno Imperial, para negociar un acuerdo sobre un nuevo molde de inyección inventado en Suecia que permitiría a los japoneses reemplazar numerosos metales escasos por materiales plásticos, aunque su misión corre riesgo y debe esperar la llegada del misterioso señor Yatabe desde Japón. El verdadero motivo de su viaje es poner en conocimiento a las autoridades niponas del ataque nuclear contra Japón, recabando simultáneamente apoyo japonés para las facciones del poder que en Berlín se oponen a dicho plan.
- El señor Nobusuke Tagomi tiene una crisis de fe acerca de la rectitud de los principios fundamentales de Japón, de su alianza con las fuerzas oscuras que dominan Alemania, y de sus propias creencias budistas.
- Robert Childan, propietario de un reputado negocio de antigüedades norteamericanas (Artesanías Americanas S.A.), trata de retener su honor y dignidad sirviendo implícitamente a las fuerzas japonesas de ocupación.
- Dos obreros de San Francisco, Frank Frink y Ed McCarthy, comienzan un negocio de joyería, creando las primeras nuevas formas de artesanía americana en una década. Estas piezas tienen un extraño efecto en los americanos y japoneses que las observan. Además, Frank trata de recuperar a su exmujer, Juliana, y escapar por su origen judío de la organización que en Alemania ha sucedido a la Gestapo.
- La exmujer de Frank Frink, Juliana, que vive en Colorado, comienza una relación con Joe, un supuesto chófer de camiones que dice ser un italiano veterano de la guerra, pero que en realidad es un agente al servicio de Alemania con una misión secreta. Viajan juntos a visitar a Hawthorne Abdensen, llamado «el hombre en el castillo» (en relación con el lugar donde viviría), autor de la célebre novela La langosta se ha posado, cuya circulación está prohibida en Alemania y su zona de influencia.

## La langosta se ha posado
Muchos de los personajes de El hombre en el castillo han leído un libro ficticio llamado La langosta se ha posado, de Hawthorne Abdensen, que muestra un mundo alternativo en donde el Eje perdió la guerra. Aunque similar a la historia real, en los hechos el mundo de La langosta se ha posado es un tercer escenario.
En La langosta se ha posado, Roosevelt sobrevive al intento de asesinato, pero no es reelegido en 1940. El siguiente presidente, Rexford Tugwell, evita un Pearl Harbor involucrándose de manera temprana en la guerra del Pacífico, lo que lleva a una rápida derrota de Japón. En la novela, son los británicos los que lideran la campaña en Europa, tras la temprana derrota de Erwin Rommel en África, un imparable avance por los Balcanes y una victoria ruso-británica en Stalingrado. Además, Italia traiciona al Eje y se une los aliados. Finalmente, los tanques británicos entran triunfantes en Berlín.
Tras la guerra, el Reino Unido reconstruye su imperio, liderado por Winston Churchill. Hacia los años 1950, comienza una escalada de tensión entre los Estados Unidos y el Reino Unido. Finalmente, el Reino Unido derrota económicamente a los Estados Unidos y se convierte en la única superpotencia del mundo.

## El uso delI Ching
Dick afirmó que escribió El hombre en el castillo usando el antiguo texto chino I Ching (también llamado El libro de los cambios) para decidir qué rumbo tomaba el argumento. Incluso culpó al libro de ciertos detalles del argumento que personalmente no lo convencían.
El I Ching aparece numerosas veces a lo largo de El hombre en el castillo; aparentemente, consultarlo de manera oracular es una moda traída por los japoneses a los estados del Pacífico. En la ficción, Hawthorne Abdensen, como el mismo Dick en la realidad, afirma haber escrito La langosta se ha posado bajo la influencia del texto. Cuando Juliana se reúne con Abdensen, le manifiesta lo que él ya sabe o intuye: según el I Ching, Japón y Alemania han perdido la guerra.
Subyace en el texto la hipótesis de Dick de que existen varios mundos laterales a un eje central, mundos que a veces se entrecruzan; sostenía el autor que él había tenido contacto con algunos de tales mundos. Así, en un pasaje del libro, el señor Tagomi, espiritualmente abrumado por haber matado a dos militares alemanes, tiene una incursión fugaz en un San Francisco distinto, en el cual los policías son blancos y llevan uniformes azules, en el que la consulta tradicional del I Ching que él hace en un lugar público es confundida con un curioso rompecabezas, en el que la arquitectura de la ciudad ha tomado un sesgo muy distinto al impuesto bajo la influencia de las fuerzas japonesas de ocupación, en el que no existen los pedetaxis en las calles, en el que los parroquianos blancos de un bar no tienen ninguna consideración especial por un japonés que no consigue lugar en la barra. Un inquietante mundo, en definitiva, en el que Japón no ha resultado victorioso, sino que ha sido derrotado en la guerra. Años más tarde, el mismo autor renegaría de este final.

## Adaptaciones

### Televisión
Tras varios intentos infructuosos de llevar la novela a la pantalla, finalmente fue la filial de producción audiovisual de Amazon.com la que realizó una adaptación a serie de televisión de la obra. La propia Amazon distribuyó la serie a través de su plataforma de streaming Amazon Prime. Estrenada el 15 de enero de 2015, la serie consta de cuatro temporadas, siendo emitido su último capítulo el 15 de noviembre de 2019.